# Albert Ramos Viñolas
Albert Ramos Viñolas (n. 17 ianuarie 1988) este un jucător spaniol de tenis. Cea mai înaltă poziție în clasamentul ATP la simplu este locul 17 mondial (8 mai 2017), iar la dublu locul 117 (5 martie 2018).